# Plectorhinchus orientalis
Plectorhinchus orientalis är en fiskart som först beskrevs av Bloch, 1793.  Plectorhinchus orientalis ingår i släktet Plectorhinchus och familjen Haemulidae. Inga underarter finns listade i Catalogue of Life.